# 拉扎尔·赫雷别利亚诺维奇
拉扎尔·赫雷别利亚诺维奇大公（羅馬化：Lazar Hrebeljanović，约1329年－1389年6月15日）是中世纪时期在解体的塞尔维亚帝国领土上建立了最大、最强国家的塞尔维亚统治者。拉扎尔建立的国家被历史学家称为摩拉维亚塞尔维亚，包括了大摩拉瓦河、西摩拉瓦河和南摩拉瓦河流域。拉扎尔从1373年到1389年战死一直是摩拉维亚塞尔维亚的统治者。他在位期间试图重建塞尔维亚帝国并把权利集中在自己手中，他还声称自己是尼曼雅王朝的直接继任者，后者在统治了塞尔维亚两个世纪之后于1371年灭亡。拉扎尔的计划得到了塞尔维亚东正教会的全力支持，但当时的塞尔维亚贵族们并不承认他是塞尔维亚的最高统治者。他时常被人们称作拉扎尔·赫雷别利亚诺维奇沙皇（羅馬化：Car Lazar Hrebeljanović ），但事实上他只拥有专制君主头衔。 
拉扎尔最后在1389年6月的科索沃战役中战死，他在这场战争中率领泛基督军队对抗奥斯曼苏丹穆拉德一世指挥的奥斯曼帝国侵略军。战斗随后以没有明显的胜利者而告终，虽然双方在这场战役中都遭受了重大损失，但这对数量不占优的塞族人及其基督盟友而言更具毁灭性。拉扎尔死后，他尚处青年的儿子斯特凡·拉扎列维奇接掌他的位置，拉扎尔的遗孀米莉察则通过摄政为他代理国政，他们在1390年夏天选择接受了奥斯曼帝国的宗主国地位。 
拉扎尔死后在东正教会中被尊为烈士和圣人，在塞尔维亚的历史、文化和传统中更是享有很高的声誉。 在塞尔维亚史诗中，他被称为沙皇拉扎尔（羅馬化：Car Lazar ）。

## 生平

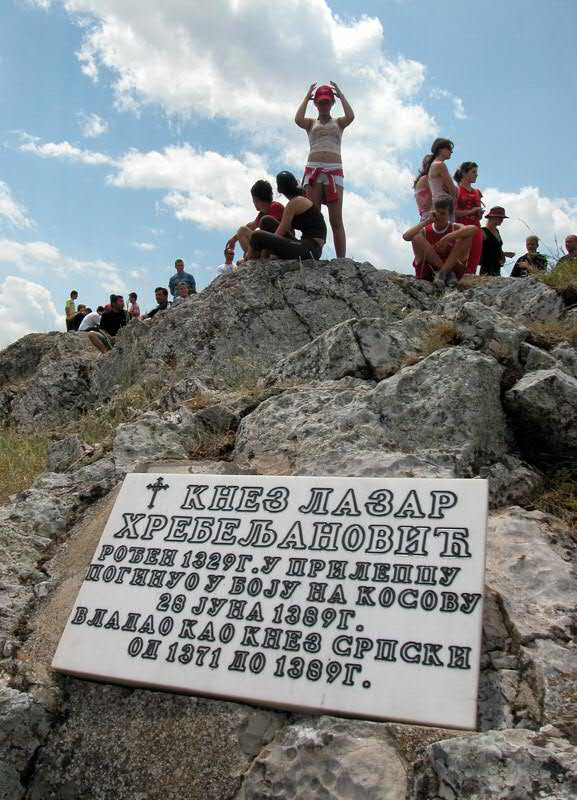
拉扎尔出生地普里莱帕克要塞的纪念碑

拉扎尔·赫雷别利亚诺维奇于约1329年生于塞尔维亚王国时代的重要矿业城镇新布尔多东南13公里的普里莱帕克要塞，它和附近的普里兹雷纳茨要塞一起保护着新布尔多附近的矿产和居民区。拉扎尔的家族是普里莱帕克当地的世袭贵族。他的父亲皮里巴茨·赫雷别利亚诺维奇是尼曼雅王朝的斯特凡·乌罗什四世宫廷内的书记。
1331年，身为一名小贵族的皮里巴茨支持杜尚谋反迫使他的父亲斯特凡·乌罗什三世下台，杜尚即位为斯特凡·乌罗什四世。斯特凡·乌罗什四世登基后为了奖励那些在叛乱中支持自己的小贵族，给他们晋升到更高的封建地位，皮里巴茨通过宣誓忠心获得了书记一职。据拉古萨编年史家马夫罗·奥尔比尼的描述，拉扎尔父子的姓氏是赫雷别利亚诺维奇，但他没有提供任何有关来源，尽管如此，这在史学界还是得到了普遍采纳。

### 朝臣时期
在皮里巴茨升职为书记后，他的儿子拉扎尔跟着沾光获得了朝中斯塔维拉克的职位。斯塔维拉克在朝堂上的等级是最低的，这一官职主要是重大事件时在皇室餐桌上做事，但能够接近当朝统治者，同时还能做一些和宫廷礼仪无关的工作。 
斯特凡·乌罗什四世在1355年去世，享年47岁，继位的是他20岁的儿子斯特凡·乌罗什五世，拉扎尔·赫雷别利亚诺维奇仍在朝中担任斯塔维拉克一职。然而紧跟斯特凡·乌罗什四世逝世一同来的是塞尔维亚帝国内部激烈的分离主义势力活动。首先是位于帝国西南的伊庇鲁斯和色萨利，它们在1359年脱离，然后是帝国东北的布兰尼切沃和库切沃，控制这两地区的拉斯蒂斯拉利奇家族承认了匈牙利国王拉约什一世对它们的宗主地位，剩余的帝国部分则还是效忠于年轻的沙皇。然而就算在这其中，富有权势的塞尔维亚贵族们也越来越独立于新沙皇的控制。
斯特凡·乌罗什五世面对这些分离主义倾向无能为力，在名义上由他统治的国家内部成为次等权力。他不得不依靠塞尔维亚最强大的贵族、扎胡姆列的沃伊斯拉夫·沃因诺维奇大公。沃伊斯拉夫最初也是斯特凡·乌罗什四世宫廷内的斯塔维拉克，但到了1363年他控制了从塞尔维亚中部的鲁德尼克山到亚得里亚海岸边的科纳维尔，从德里纳河上游到科索沃北部的大片地区。权力仅次于沃伊斯拉夫的是巴尔希奇三兄弟，斯特拉西米尔、久拉季一世和巴尔沙二世。到1363年，三兄弟控制了整个泽塔地区，这一地区大部分与现今的黑山重合。
在1361年，沃伊斯拉夫就部分领土挑起同拉古萨共和国的战争。拉古萨人随后请求塞尔维亚国内大多数知名人士利用他们的影响力阻止这些对双方都有害的敌对行动。 在1362年，拉古萨人也找到了还是斯塔维拉克的拉扎尔并送给他三匹布。 拉古萨人送的礼相对来说并不算贵重，但这证明了他们认为拉扎尔在斯特凡·乌罗什五世的朝堂上具有一定影响力。 随后沃伊斯拉夫大公与拉古萨之间的和平协议在1362年8月被签署。在一份1363年7月记录斯特凡·乌罗什五世批准沃伊斯拉夫与切尔尼克穆萨之间土地交换的文件中，拉扎尔作为见证者被提到。 而穆萨至少从1355年起就娶了拉扎尔的妹妹德拉加娜，他的官职切尔尼克比斯塔维拉克一职高。

### 塞尔维亚小领主
在1363年至1371年之间，拉扎尔突然在文献中鲜有记载，但看起来在1363年或1365年他放弃了宫廷工作，此时的他大概35岁，还未曾获得超过斯塔维拉克的阶级地位。 
而就在1363年9月，塞尔维亚帝国内曾经最强的权贵沃伊斯拉夫·沃因诺维奇大公突然离世，姆尔尼亚夫切维奇兄弟——武卡欣·姆尔尼亚夫切维奇和乌格列沙·姆尔尼亚夫切维奇转而成为国内最强大的贵族，他们控制着以马其顿为主的帝国南部地区。1365年，斯特凡·乌罗什五世加冕武卡欣为王，让其成为帝国的共同统治者。几乎与此同时，乌格列沙升任专制公。而在1368年沃伊斯拉夫大公时年约20岁的外甥尼古拉·阿尔托马诺维奇控制了他舅舅大部分领地。同一时候，拉扎尔·赫雷别利亚诺维奇也开始了他的地区霸主生涯。现今为止还不知道拉扎尔的领土是怎样发展的，但明显不是从他的家乡普里莱帕克要塞基础上发展来，因为此地已被武卡欣占领。拉扎尔领土的核心地带是在姆尔尼亚夫切维奇的南面、阿尔托马诺维奇的西面和拉斯蒂斯拉利奇的北面接壤地带的某地。
1601年，马夫罗·奥尔比尼在佩萨罗出版了一本关于以拉扎尔作为主角的一系列事件的书，书名《斯拉夫人的王国》，但由于这些事件的描述没有得到其他来源的证实，因此一些历史学家怀疑该书的真实性。奥尔比尼在书中叙述称拉扎尔和尼古拉·阿尔托马诺维奇说服斯特凡·乌罗什五世加入他们攻击姆尔尼亚夫切维奇兄弟。两组塞尔维亚的军阀大战于1369年发生在科索沃平原，拉扎尔在双方对战后不久就退出了战斗，他的盟友们则继续作战，战争以姆尔尼亚夫切维奇兄弟的胜利告终。尼古拉·阿尔托马诺维奇勉强逃脱被杀，而沙皇斯特凡·乌罗什五世则被两兄弟抓起来且被短暂拘押。尽管该书可靠性存疑，但有迹象表明塞尔维亚帝国的两位共同统治者——斯特凡·乌罗什五世和武卡欣·姆尔尼亚夫切维奇在所谓的战斗爆发前两年就已分道扬镳。另外在1370年，拉扎尔从尼古拉·阿尔托马诺维奇手中夺下了富矿城镇鲁德尼克的控制权，这可能是一年前后者战败的结果。但无论如何，尼古拉·阿尔托马诺维奇在他强大的保护国匈牙利王国帮助下都能从这次战败中迅速恢复。

### 升任大公
目前尚不能确定拉扎尔·赫雷别利亚诺维奇何时获得的大公头衔，但已知最早证明拉扎尔为大公的文献是1371年4月22日的一份拉古萨的拉丁文文件，里面称他为Comes Lazarus。拉古萨人用comes作为大公这一头衔的拉丁文翻译。
奥斯曼帝国在1354年占领了拜占庭的城市加里波利，这座城市位于巴尔干半岛的东南边缘，是奥斯曼人在欧洲的第一个城镇。从这里为起点奥斯曼人进一步扩展到巴尔干其他地区，到1370年他们攻入了塞尔维亚的土地上，确切地说是马其顿东部的姆尔尼亚夫切维奇兄弟领地。姆尔尼亚夫切维奇兄弟率领一支军队攻入奥斯曼人控制的领地，但在1371年9月26日的马里查战役中他们的军队被歼灭，兄弟两人也被杀。武卡欣·姆尔尼亚夫切维奇的儿子马尔科·姆尔尼亚夫切维奇大公继位，成为即将灭亡的帝国新的共同统治者。1371年12月4日，斯特凡·乌罗什五世在无子嗣的情况下逝世，标志着统治塞尔维亚两个世纪的尼曼雅王朝终结，这是因为强大的塞尔维亚各路军阀们并不认可唯一剩下的国王馬爾科·姆爾尼亞夫切維奇为他们的最高统治者，他们还攻占姆尔尼亚夫切维奇家族位于马其顿和科索沃的土地。其中普里兹伦和佩奇被巴尔希奇兄弟占领，拉扎尔则攻占了普里什蒂纳和新布尔多，使自己的家乡普里莱帕克要塞重回他的手中，而在马其顿东部，在奥斯曼人帮助下德拉加什兄弟建立了奥斯曼帝国的附属国，最后马尔科·姆尔尼亚夫切维奇只守住了以普里莱普中心的马其顿西部一片相对较小的区域。塞尔维亚帝国由此分崩离析。 
在姆尔尼亚夫切维奇兄弟死后，尼古拉·阿尔托马诺维奇成为破碎的塞尔维亚领土上最具权势的贵族。此时的拉扎尔则正忙于攻占普里什蒂纳和新布尔多，尼古拉·阿尔托马诺维奇趁机从他手中夺回鲁德尼克。1372年拉扎尔选择与波斯尼亚国王特维科一世结盟对抗尼古拉·阿尔托马诺维奇。通过拉古萨文献记录，威尼斯共和国调解了尼古拉·阿尔托马诺维奇和久拉季一世·巴尔希奇之间关于联合进攻他们的协议。作为协议的结果，前者将获得扎胡姆列的拉古萨部分——佩列沙茨和斯通。匈牙利国王拉约什一世自然不能对自1358年起就成为匈牙利附属国的拉古萨的进攻坐视不管，他严正警告尼古拉和久拉季一世打消念头。在匈牙利的敌人威尼斯阴谋下，尼古拉·阿尔托马诺维奇失去了匈牙利的保护。拉扎尔看到机会准备与尼古拉·阿尔托马诺维奇开战，他还向拉约什一世承诺如果匈牙利站到他这边他会是匈牙利王国忠诚的封臣。最终在1373年拉扎尔和特维科一世击败了尼古拉·阿尔托马诺维奇，尼古拉在他最后据守的城市乌日策被捕，交给拉扎尔的外甥穆西奇兄弟处理，他们刺瞎了他（马夫罗·奥尔比尼称得到了拉扎尔的秘密许可）。作为代价拉扎尔接受了拉约什一世的宗主权。
特维科一世在战后吞并了他宣称的原由尼古拉·阿尔托马诺维奇统治的扎胡姆列部分，这一区域包括德里纳河和利姆河上游以及奥诺戈什特和加茨科地区。拉扎尔大公和他女婿武克·布兰科维奇及妹夫穆萨接管了尼古拉·阿尔托马诺维奇剩余的领地，武克·布兰科维奇拥有谢尼察和科索沃部分领地，穆萨和他的儿子穆西奇兄弟——斯特凡·穆西奇和拉扎尔·穆西奇共同管理着科帕奧尼克山脉周边地区。久拉季一世·巴尔希奇乘机抢占了原尼古拉·阿尔托马诺维奇统治的沿海地带：德拉切维卡、科纳维尔和特雷比涅。特维科一世在1377年从久拉季一世手中夺取了这些地区。同年10月，特维科一世加冕自己为王。然而他没有得到分散的塞尔维亚国内唯一具有凝聚力的塞尔维亚东正教会的支持。
尼古拉·阿尔托马诺维奇被消灭后，拉扎尔大公就成为原塞尔维亚帝国土地上最强大的领主。部分地区贵族，如鲁德尼克山的尼古拉·佐伊奇和托普利察河河谷的诺瓦克·贝洛茨尔克维奇选择抵制拉扎尔的统治，但他们最后都臣服于他。拉扎尔庞大而富有的领地成为从受到由奥斯曼人带来的伊斯兰威胁的地区逃离的东正教僧侣的避难所，这为拉扎尔带来了作为东正教修道文化中心的阿索斯山的名声。 

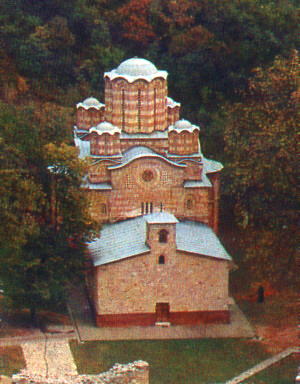
拉扎尔大公建造的拉瓦尼查修道院

自1350年起，塞尔维亚教会（即佩奇牧首区）就与东正教中枢君士坦丁堡普世牧首区产生了裂痕。此时阿索斯山一位以作家和翻译家而著称的、名为伊萨伊亚的塞族僧侣鼓动拉扎尔去促进两个牧首区的和解。在两人努力下，一个教会代表团被派往君士坦丁堡普世牧首区洽谈和解，会谈取得成功，双方于1375年恢复往来。同年4月，塞尔维亚教会牧首萨瓦四世逝世。10月，拉扎尔与久拉季一世·巴尔希奇在佩奇召开塞尔维亚教会会议，耶弗雷姆当选新牧首，他是君士坦丁堡普世牧首区推荐的候选人，也是强大的权贵候选人中的折中选择。1379年，在关于牧首一位上对斯皮里宗有利的情况下，耶弗雷姆退位，这被部分史学家解释为与拉扎尔有关的教会暗流影响的结果。拉扎尔与斯皮里宗有着完美合作，塞尔维亚教会认可了他对教会与君士坦丁堡普世牧首区间裂痕的修补，拉扎尔还获准在土地上建造修道院和教堂。他在教堂建造方面最伟大的遗产是1381年完成的拉瓦尼查修道院。此前他还在他国家的首都克鲁舍瓦茨建造了拉扎尼察教堂。 
拉扎尔在1379年将自己的领土扩充到多瑙河，当时拉扎尔已占领布兰尼切沃和库切沃，从这些地区赶走了匈牙利的封臣拉迪奇·布兰科维奇·拉斯蒂斯拉利奇。 拉约什一世早前就授予拉扎尔占领马奇瓦地区，或至少其中一部分，这可能发生在扎尔接受他的宗主权时。 这暗示拉扎尔作为匈牙利封臣已经叛变，而事实上拉约什一世的确在1378年组织了一次针对塞尔维亚的进攻，不过不知道的是拉约什一世打算攻打的是谁，可能是拉迪奇·布兰科维奇·拉斯蒂斯拉利奇，而拉扎尔的进攻也可能因此得到了拉约什一世的批准。
拉扎尔大公建立的新国家在文学上被称为摩拉维亚塞尔维亚，比原来塞尔维亚帝国领土上的其他军阀所拥有的土地面积都大。新国家也拥有组织更良好的政府和军队，它包括了大摩拉瓦河、西摩拉瓦河和南摩拉瓦河流域，范围从南摩拉瓦河北面的源头延伸到多瑙河和萨瓦河，西北边界随德里纳河延伸。国内重要城市除了首都克鲁舍瓦茨，还有尼什和乌日策，以及中世纪塞尔维亚两大矿业重镇——新布尔多和鲁德尼克。从整个塞尔维亚领土来看，当时拉扎尔的国家距离奥斯曼帝国中心也最远，最不容易受到奥斯曼人突击队破坏。这种状况吸引了来自受奥斯曼帝国威胁地区的难民，他们在摩拉维亚塞尔维亚此前人迹罕至、没有耕地的地区创建了新的村镇。在难民群体中也有属灵人，这些人促进了新国家内旧教会中心的复兴与新教会中心的建立。由于可预期的奥斯曼帝国进攻，摩拉维亚塞尔维亚的战略位置对拉扎尔大公在巴尔干地区的声望和政治影响力有帮助。
在1379年至1388年拉扎尔大公发布的一系列用科索沃—雷萨瓦方言书写的宪章中，他称自己为斯特凡·拉扎尔。斯特凡是尼曼雅王朝历代统治者给自己的尊称，也因此被认为是塞尔维亚统治者的头衔。他还在这些宪章中称自己为所有塞尔维亚土地或人民的独裁者，''独裁者 (头衔)（羅馬化：Samodržac）本是拜占庭帝国皇帝的称谓，尼曼雅王朝的国王们把它用在自己身上以强调他们独立于他们名义上承认的最高宗主国拜占庭帝国。在拉扎尔的时代，塞尔维亚经历了部分领土丢失、剩余领土被割据以及尼曼雅王朝的终结和奥斯曼帝国的进攻。这些情势带来塞尔维亚作为一个国家如何延续下去的问题，拉扎尔大公给出的答案能在他发布的宪章中给自己的头衔中体现，即他作为尼曼雅王朝的直接继承者完成塞尔维亚国家的统一。拉扎尔的这一政治目标得到了塞尔维亚教会的全力支持，然而塞尔维亚的其他领土——包括巴尔希奇家族控制的泽塔、武克·布兰科维奇控制的科索沃、马尔科·姆尔尼亚夫切维奇控制的马其顿西部、康斯坦丁·德拉加什控制的马其顿东部、拉多斯拉夫·赫拉彭控制的马其顿南部都被他们各自的领主占领着。而且占领着马其顿地区的三个军阀在马里查战役后都成为了奥斯曼帝国的封臣，同样的事也发生在拜占庭和保加利亚。后来在1388年，巴尔希奇家族的久拉季二世也接受了奥斯曼帝国的宗主权。
1381年，一支奥斯曼帝国突击队不受阻挠地通过奥斯曼的封臣领地，突入进摩拉维亚塞尔维亚。拉扎尔的麾下贵族茨雷普·武科斯拉维奇和沃伊沃达·维托米尔在帕拉钦附近进行的杜布拉夫尼察战役中将其歼灭。 1386年，奥斯曼帝国苏丹穆拉德一世亲自率领更多部队征服了拉扎尔大公控制的尼什。目前尚不清楚在收复尼什前后不久的普洛奇尼克战役中拉扎尔和奥斯曼帝国的军队是怎样在尼什西南的普洛奇尼克相遇的，但拉扎尔在普洛奇尼克的行动等于直接回绝了拒绝了穆拉德一世。匈牙利王国于1382年在国王拉约什一世死后爆发了内战，拉扎尔似乎作为西吉斯蒙德大公的对抗者之一参加了战争，他可能派遣了部分部队在贝尔格莱德和斯雷姆地区作战。但随着奥斯曼帝国威胁增强和匈牙利国内西吉斯蒙德的支持度抬升，拉扎尔与西吉斯蒙德达言和，后者于1387年3月被加冕为匈牙利国王。和平大约在1387年缔结，当时拉扎尔的女儿泰奥多拉嫁给了一个强大的、支持西吉斯蒙德的匈牙利贵族尼古拉斯二世·加雷。大约在同年，拉扎尔的女儿耶莱娜嫁给了久拉季二世。而就在大约一年前，拉扎尔的另一个女儿德拉加娜与保加利亚沙皇伊凡·希什曼结婚。

### 科索沃战役

科索沃战役前战争双方在科索沃平原的部署

自1386年在普洛奇尼克的遭遇战以后，拉扎尔大公与奥斯曼帝国将爆发一场决定性战争变得已经明显。为了避免北方边界的麻烦，他与西吉斯蒙德言和后，大公还确保了武克·布兰科维奇和特维科一世的军事支持。后者在弗拉特科·武科维奇指挥他的军队在1388年的比莱恰战役中消灭了一支庞大的奥斯曼突击队后也预计奥斯曼帝国会有更大的攻势。随后一支由穆拉德一世率领的、估计有27,000到30,000名士兵的奥斯曼帝国军队挺进了康斯坦丁·德拉加什的领土，并于1389年6月抵达武克·布兰科维奇控制的普里什蒂纳附近的科索沃平原。奥斯曼军队在这里遭遇了拉扎尔大公指挥的、约有12,000至30,000人的部队，这支军队包括了大公自己的部队、武克·布兰科维奇的部队以及特维科一世派遣的一支由弗拉特科·武科维奇指挥的特遣部队。中世纪塞尔维亚史上最著名战役科索沃战役就这样于1389年6月15日展开。在双方都进行了激烈战斗和重大损失后，拉扎尔大公和穆拉德一世都在战场上丧生。
历史资料中关于科索沃战役过程和结果的信息是不完整的。但能总结的是从战术上讲这场战争的结果是平局。然而共同的重大损失只对塞尔维亚人造成了毁灭性影响，因为他们已将自己几乎所有的战斗实力都带到了科索沃。尽管拉扎尔大公统治下的塞尔维亚是一个经济繁荣、军事组织良好的国家，但就人口、领土面积和经济实力而言，它无法与奥斯曼帝国相提并论。
拉扎尔死后由他长子斯特凡·拉扎列维奇继任，但他尚年幼，因此由他母亲米莉察摄政管理国家。科索沃战役结束五个月后，摩拉维亚塞尔维亚北面遭到西吉斯蒙德军队袭击。而奥斯曼军队移师匈牙利，并在1390年夏天抵达摩拉维亚塞尔维亚的边境，迫使米莉察接受了奥斯曼帝国的宗主权，同时她派最小的女儿奥利维拉加入新的奥斯曼苏丹巴耶济德一世的后宫。武克·布兰科维奇最后也于1392年成为奥斯曼帝国封臣。至此除了统治扎胡姆列的特维科一世，所有塞尔维亚土地领主都承认了奥斯曼帝国的宗主权。